# Perdita digressa
Perdita digressa är en biart som beskrevs av Timberlake 1968. Perdita digressa ingår i släktet Perdita och familjen grävbin. Inga underarter finns listade i Catalogue of Life.